# AZUのラジオ
『AZUのラジオ』（あずのラジオ）は、AZUの甲斐田ゆき、竹内順子、皆川純子の3人がパーソナリティを勤めているラジオ番組。略称AZUラジ。番組名は番組表・ウェブページなどでは大文字になっている。なお歌手のAZUとはいっさい関係ない。
提供はインデックスミュージック(3月まではインターチャネル)。
ディレクターは小林順。構成作家は正岡謙一郎。

## 概要
ラジオ大阪で、2006年1月、毎週日曜深夜28:30 - 29:00（月曜朝04:30 - 05:00）の30分番組としてスタート（初回は28:00 - 29:00の1時間スペシャル）。ラジオ大阪の番組は公式には05:00からを基点として始まるので、番組表の上では一週間で最後の番組だったが、実際この番組が放送される前の日曜深夜26時 - 28:30（月曜2時から4:30）はメンテナンスによる放送休止だったので、事実上は1週間最初の番組でもあった。
2007年10月7日より、日曜深夜25:30 - が放送休止となるのにともない、日曜深夜24:00 - 24:30に移動。なおそれまでその枠で放送されていた『Blondy bon Bianca アヤミーの魔法の音楽キラキラら☆』は『コスって!アヤミー☆』にリニューアルして金曜24:30 - 25:00に移動した。2007年12月30日に終了。
パーソナリティ3人の本業は声優であるが、04:30 - 05:00時代は、アニラジ枠「V-STATION」には含まれておらず、V-STATION公式サイトにも記述がなかった。時間移動後は、V-STATIONに組み込まれている。
まとめ役（通称「お当番」）はその前回放送分のエンディングでジャンケンに負けた人やあみだくじ等でハズレを当てた人が担当する。

## 番組コーナー
- フリートーク
- お取り寄せおめざのコーナー
- メールを読むコーナー
- 夜明けのコーナー

## 時間移動後
- おめざのコーナー→お夜食のコーナー
- 夜明けのコーナー→夜更けのコーナー

## テーマ曲
- オープニングテーマ
  - 2006年・azu　「サゥザンド・ナイツ」
  - 2007年1月 - 6月・UZA　「Wake up」
  - 2007年7月 - ・azu　「はじまりの予感」

### 2006年
- エンディングテーマ
  - 1月・UZA「近所の動物のうた」
  - 2月・UZA「行ったことない大阪のうた」
  - 3月・UZA「早起きなおじいちゃんのうた」
  - 4月・UZA「最近気になったうた」
  - 5月・UZA「子供の頃になりたかったうた」
  - 6月・UZA「雨男のうた」
  - 7月・UZA「あぁ御堂筋線のうた」
  - 8月・UZA「アズラジ高等学校校歌」
  - 9月・UZA「おいなりさんのうた」
  - 10月・UZA「じゃんけんのうた」
  - 11月・UZA・置鮎龍太郎「お誕生日のうた」
  - 12月・UZA「赤ちゃんのうた」

### 2007年
- エンディングテーマ
  - 1月・UZA・堀口文宏「トニー 〜師匠の憂鬱〜」
  - 2月・UZA・木内秀信「冷凍団地妻」
  - 3月・UZA・平成ギター兄弟(仮)（高橋広樹・アキラ）「焼き団子ブルース」(4月1日まで)
  - 4月・UZA・スワベジュンイチ「サクラ」(4月8日から)
  - 5月・UZA・堀口文宏「故郷 〜振り向けばごんのすけ坂〜」
  - 6月・UZA・咲坂こばと「こばと80% 夢枕に立つぞ」
  - 7月・NAruZA(UZA・川本成)「遠ざかる渚」
  - 8月・あさりど featuring ゴールデンファミリー 「ゴールデンメッセージ」
  - 9月・UZA・近藤孝行＆楠大典「夏の終わり」
  - 10月・UZA「本当にありがとう」
  - 11月・森山栄治「LOVE&PEACE」
  - 12月・UZA・トニー堀口＆カーニバルズ「飛騨山脈」